# Eemmeer
Das Eemmeer (niederländisch meer – der See) ist ein 1340 ha großer See in den Niederlanden, der durch die Landgewinnung in der ehemaligen Zuiderzee entstand. Er bildet weitgehend die Grenze zwischen den Provinzen Utrecht und Flevoland. Benannt ist das Eemmeer nach dem Fluss Eem, der im Süden in selbiges mündet.
Das Eemmeer ist am westlichen Ende mit dem Gooimeer verbunden und im Osten mit den Veluwerandmeeren verbunden. Je nach Quelle zählt noch das direkt angrenzende Nijkerkernauw zum Eemmeer.
Im Eemmeer gibt es eine künstlich angelegte Insel, De Dode Hond (zu deutsch: Der Tote Hund). Ein Großteil der Insel ist Vogelschutzgebiet und darf nicht betreten werden.